# Черешките
Черешките е село в Южна България.
То се намира в община Смолян, област Смолян.

## География
Село Черешките се намира в планински район.